# Notropis moralesi
Notropis moralesi é uma espécie de peixe actinopterígeo da família Cyprinidae.
Apenas pode ser encontrada no México.